# Anoplodactylus brevicollis
Anoplodactylus brevicollis är en havsspindelart som beskrevs av Loman, J.C.C. 1908. Anoplodactylus brevicollis ingår i släktet Anoplodactylus och familjen Phoxichilidiidae. Inga underarter finns listade i Catalogue of Life.